# NGC 3083
NGC 3083 (również PGC 28900) – galaktyka spiralna (Sa), znajdująca się w gwiazdozbiorze Sekstantu. Odkrył ją Albert Marth 22 stycznia 1865 roku.